# Плюккерові координати
Плю́керові координа́ти — координати (набори чисел), що визначають підпростори {\displaystyle M} (довільної розмірності) векторного або проєктивного простору {\displaystyle L}. Є узагальненням однорідних координат точок проєктивного простору та також визначені з точністю до множення на довільний ненульовий множник. Уперше ввів Плюккер у окремому випадку проєктивних прямих у тривимірному проєктивному просторі, що для векторних просторів відповідає випадку {\displaystyle \dim M=2} і {\displaystyle \dim L=4}.

## Визначення в координатах
Нехай {\displaystyle M} — {\displaystyle m}-вимірний підпростір {\displaystyle n}-вимірного векторного простору {\displaystyle L}. Для визначення плюкерових координат підпростору {\displaystyle M} виберемо довільний базис {\displaystyle e_{1},\;\ldots ,\;e_{n}} в {\displaystyle L} і довільний базис {\displaystyle a_{1},\;\ldots ,\;a_{m}} в {\displaystyle M}. Кожен вектор {\displaystyle a_{i}} має в базисі {\displaystyle e_{1},\;\ldots ,\;e_{n}} координати {\displaystyle (a_{i1},\;\ldots ,\;a_{in})}, тобто {\displaystyle a_{i}=a_{i1}e_{1}+\ldots +a_{in}e_{n}}. Записуючи координати векторів {\displaystyle a_{1},\;\ldots ,\;a_{m}} у вигляді рядків, отримаємо матрицю
{\displaystyle A={\begin{pmatrix}a_{11}&a_{12}&\cdots &a_{1n}\\a_{21}&a_{22}&\cdots &a_{2n}\\\vdots &\vdots &\ddots &\vdots \\a_{m1}&a_{m2}&\cdots &a_{mn}\\\end{pmatrix}},}
ранг якої дорівнює {\displaystyle m}. Позначимо через {\displaystyle M_{i_{1},\;\ldots ,\;i_{m}}} мінор матриці {\displaystyle A}, що складається зі стовпців з номерами {\displaystyle i_{1},\;\ldots ,\;i_{m}}, які набувають значень від {\displaystyle 1} до {\displaystyle n}. Числа {\displaystyle M_{i_{1},\;\ldots ,\;i_{m}}} незалежні: якщо набір індексів {\displaystyle (i_{1},\;\ldots ,\;i_{m})} отримано з {\displaystyle (j_{1},\;\ldots ,\;j_{m})} за допомогою перестановки {\displaystyle \sigma \in S_{m}}, то виконується рівність {\displaystyle M_{i_{1},\;\ldots ,\;i_{m}}=\pm M_{j_{1},\;\ldots ,\;j_{m}}}, де знак «плюс» або «мінус» відповідає тому, чи є перестановка {\displaystyle \sigma } парною, чи непарною. Розглянута з точністю до множення на спільний ненульовий множник сукупність {\displaystyle C_{n}^{m}} чисел {\displaystyle p_{i_{1},\;\ldots ,\;i_{m}}=M_{i_{1},\;\ldots ,\;i_{m}}} для всіх упорядкованих наборів індексів {\displaystyle i_{1}<\ldots <i_{m}}, що набувають значень від {\displaystyle 1} до {\displaystyle n}, називають плюккеровими координатами підпростору {\displaystyle M}.

## Властивості
1. Незалежність від вибору базису.
Якщо в підпросторі {\displaystyle M} вибрано інший базис {\displaystyle a'_{1},\;\ldots ,\;a'_{m}}, то новий набір плюккерових координат {\displaystyle p'_{i_{1},\;\ldots ,\;i_{m}}} матиме вигляд {\displaystyle p'_{i_{1},\;\ldots ,\;i_{m}}=c\cdot p_{i_{1},\;\ldots ,\;i_{m}}}, де {\displaystyle c} — деякий ненульовий множник. Справді, новий базис пов'язаний зі старими співвідношеннями {\displaystyle a'_{i}=a'_{i1}a_{1}+\cdots +a'_{im}a_{m}}, і визначник матриці {\displaystyle (a'_{ij})} відмінний від нуля. Відповідно до визначення плюккерових координат і теореми про визначник добутку матриць, маємо {\displaystyle p'_{i_{1},\;\ldots ,\;i_{m}}=c\cdot p_{i_{1},\;\ldots ,\;i_{m}}}, де {\displaystyle c=\det(a'_{ij})}.
2. Грассманіан.
Ставлячи у відповідність кожному {\displaystyle m}-вимірному підпростору {\displaystyle M} набір його плюккерових координат {\displaystyle p_{i_{1},\;\ldots ,\;i_{m}}}, ми зіставляємо {\displaystyle M} деяку точку проєктивного простору {\displaystyle P} розмірності {\displaystyle C_{n}^{m}-1}. Побудоване в такий спосіб відображення {\displaystyle g} ін'єктивне, але не сюр'єктивне (тобто його образ не збігається з усім простором {\displaystyle P}). Образ множини всіх {\displaystyle m}-вимірних підпросторів {\displaystyle n}-вимірного простору при відображенні {\displaystyle g} є {\displaystyle m(n-m)}-вимірним проєктивним алгебричним многовидом {\displaystyle P}, що називається многовидом Грассмана або грассманіаном і позначається {\displaystyle G(m,\;n)} або {\displaystyle \mathrm {Gr} _{m}(L)}.
3. Співвідношення Плюккера.
Критерієм, за яким можна визначити, чи належить точка проєктивного простору {\displaystyle P} грасманіану {\displaystyle G(m,\;n)} є так звані співвідношення Плюккера:
{\displaystyle \sum _{r=1}^{m+1}(-1)^{r}p_{j_{1},\;\ldots ,\;j_{m-1}k_{r}}\cdot p_{k_{1},\;\ldots ,\;{\breve {k_{r}}},\;\ldots ,\;k_{m+1}}=0,\quad \forall \,(j_{1},\;\ldots ,\;j_{m-1}),\quad \forall \,(k_{1},\;\ldots ,\;k_{m+1}),}
де всі індекси в наборах {\displaystyle (j_{1},\;\ldots ,\;j_{m-1})} і {\displaystyle (k_{1},\;\ldots ,\;k_{m+1})} набувають значень від {\displaystyle 1} до {\displaystyle n}, знак {\displaystyle {\breve {}}} позначає пропуск індексу, що стоїть під ним. Ця сума виходить, якщо із сукупності {\displaystyle (k_{1},\;\ldots ,\;k_{m+1})} викинути почергово по одному індексу і цей індекс приписати праворуч до набору {\displaystyle (j_{1},\;\ldots ,\;j_{m-1})}, потім два числа, що вийшли {\displaystyle p_{\alpha _{1},\;\ldots ,\;\alpha _{m}}=M_{\alpha _{1},\;\ldots ,\;\alpha _{m}}} перемножити (зауважимо, що ці числа є мінорами матриці {\displaystyle A}, але не обов'язково є плюккеровими координатами, оскільки набори їхніх індексів не обов'язково впорядковані за зростанням) і потім взяти суму всіх таких добутків зі знаками, що чергуються. Співвідношення Плюккера виконуються для кожного {\displaystyle m}-вимірного підпростору {\displaystyle M\subset L}. І навпаки, якщо однорідні координати {\displaystyle p_{i_{1},\;\ldots ,\;i_{m}}}, {\displaystyle i_{1}<\ldots <i_{m}}, деякої точки проєктивного простору {\displaystyle P} задовольняють цим співвідношенням, то ця точка при відображенні {\displaystyle g} відповідає деякому підпростору {\displaystyle M\subset L}, тобто належить {\displaystyle G(m,\;n)}.
Мовою матриць це означає: якщо числа {\displaystyle p_{i_{1},\;\ldots ,\;i_{m}}} задовольняють співвідношенням Плюккера, існує матриця, для якої вони є мінорами максимального порядку, а якщо ні, то не існує такої матриці. Це розв'язує задачу про можливість відновлення матриці за її мінорами максимального порядку з точністю до лінійного перетворення рядків.

## Приклад
У разі {\displaystyle n=4} і {\displaystyle m=2} маємо {\displaystyle C_{4}^{2}=6}, і отже, кожна площина {\displaystyle M} у 4-вимірному векторному просторі має {\displaystyle 6} плюккерових координат: {\displaystyle p_{12}}, {\displaystyle p_{13}}, {\displaystyle p_{14}}, {\displaystyle p_{23}}, {\displaystyle p_{24}}, {\displaystyle p_{34}}. Вибираючи в площині {\displaystyle M} базис {\displaystyle a_{1},\;a_{2}} так, що {\displaystyle a_{1}=e_{1}} і {\displaystyle a_{2}=e_{2}}, отримуємо матрицю
{\displaystyle A={\begin{pmatrix}1&0&\alpha &\beta \\0&1&\gamma &\delta \\\end{pmatrix}},}
звідки знаходимо:
{\displaystyle p_{12}=1}, {\displaystyle p_{13}=\gamma }, {\displaystyle p_{14}=\delta }, {\displaystyle p_{23}=-\alpha }, {\displaystyle p_{24}=-\beta }, {\displaystyle p_{34}=\alpha \delta -\beta \gamma } .
Очевидно, що виконується співвідношення
{\displaystyle p_{12}p_{34}-p_{13}p_{24}+p_{14}p_{23}=0} ,
яке зберігається при множенні всіх {\displaystyle p_{i_{1}i_{2}}} на будь-який спільний множник, тобто не залежить від вибору базису. Це і є співвідношення Плюккера, яке визначає проєктивну квадрику {\displaystyle G(2,\;4)} у 5-вимірному проєктивному просторі.